# Сен-Жюльен-ан-Женевуа
Сен-Жюльен-ан-Женевуа (фр. Saint-Julien-en-Genevois) — коммуна во Франции, департамент Верхняя Савойя, регион Рона — Альпы. Является супрефектурой округа Сен-Жюльен-ан-Женевуа и административным центром кантона Сен-Жюльен-ан-Женевуа. Код INSEE коммуны — 74243. Мэр коммуны — Антуан Вьейар, мандат действует на протяжении 2014—2020 годов.

## Географическое положение
Сен-Жюльен-ан-Женевуа является одной из четырёх супрефектур департамента Верхняя Савойя. Коммуна расположена на берегу реки Эр на женевской равнине вблизи границы Франции со Швейцарией. Женева находится в 10 километрах от коммуны. Средняя высота над уровнем моря коммуны — 450 метров. Ближайшие французские коммуны — Недан, Фейжер, Пресийи, Вири и Аршамп, швейцарские — Перли-Серту, Бардонне. Так как Сен-Жюльен-ан-Женевуа находится во французских Альпах, в коммуне преобладает горный климат.  

## История

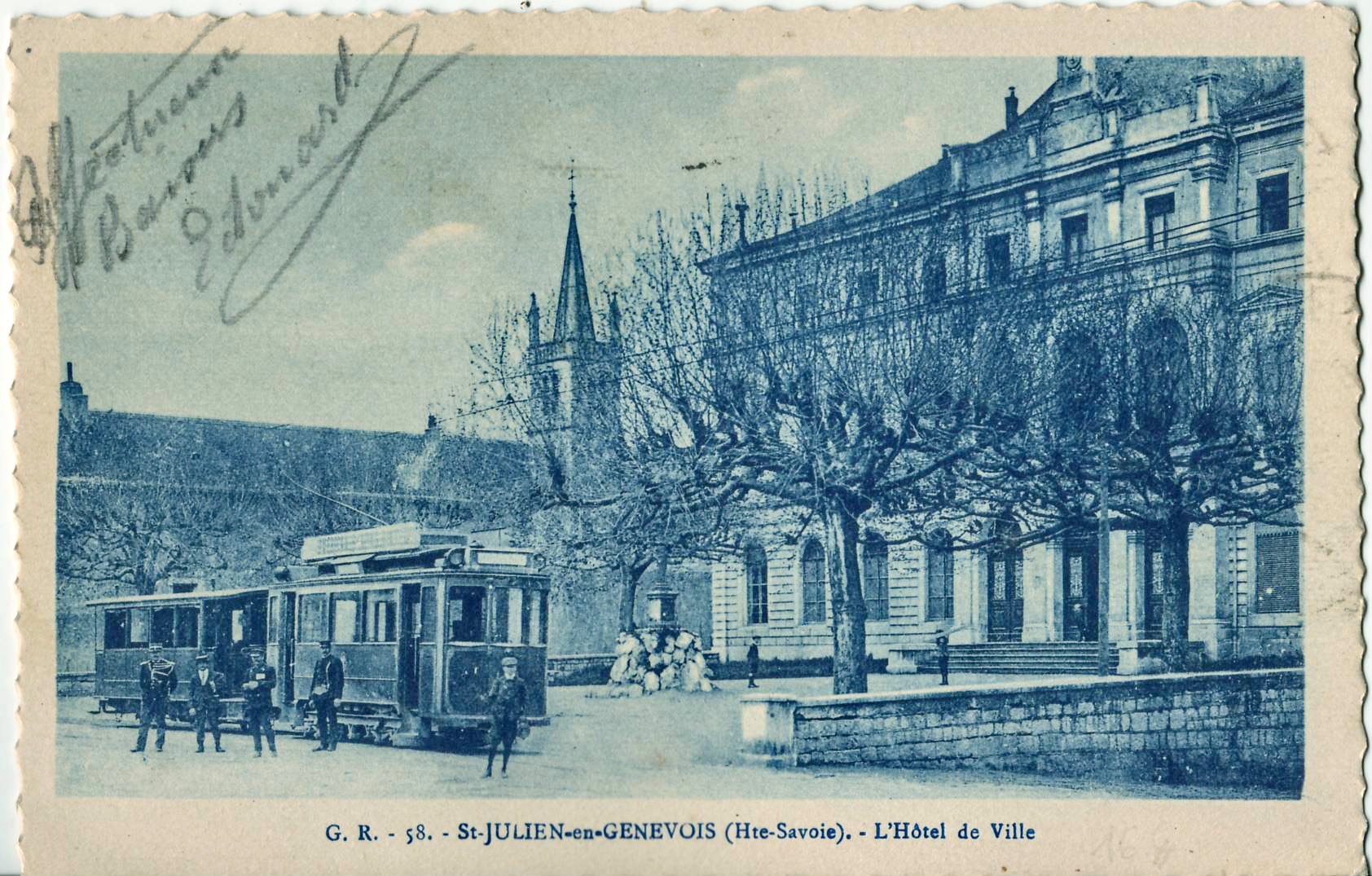
Марка с изображением Сен-Жюльен-ан-Женевуа в 1924 году

История Сен-Жюльен-ан-Женевуа связана с Женевой, Женевским графством и Савойским герцогством. Название коммуны произошло от имени Иулиана Блиудского (фр. Julien de Brioude), оно впервые упоминается в 1253 году. Культурным и социальным центром равнины с XIII века был замок Тернье (на данный момент находится на территории Сен-Жюльен-ан-Женевуа). Семья Тернье контролировала земли между реками Арв и Лэр и являлась вассалом Женевского графства. В XV веке Женева перешла под власть герцогов Савойи. В 1536 году коммуна принимает протестантство и освобождается от покровительства женевских епископов, а затем и от Савойских герцогов — Лозаннский договор 1564 года ограничивает притязания Савойи. Однако Савойские герцоги не прекращают агрессию и в 1603 году заключается новый Сен-Жюльенский договор, по нему женевским землям гарантировалась свобода торговли, передвижения граждан и политическая независимость. В XVII-XVIII веках Сен-Жюльен-ан-Женевуа постоянно находится под савойской угрозой. В 1690-1713 годах коммуна была захвачена войсками Людовика XIV, а в 1743-1747 годах подвергалась разграблению испанскими войсками. Во время Наполеоновских войн Сен-Жюльен-ан-Женевуа становится центром одного из кантонов французского департамента Леман по период 1798-1813 годов. В 1814 году коммуна была оккупирована австрийцами. После присоединения к Франции в 1860 году Сен-Жюльен-ан-Женевуа становится центром округа, активно развиваются торговые связи с Женевой.

## Население
В коммуне в 2012 году проживало 12 099 человек, из них 18,7 % младше 14 лет, 21,4 % — от 15 до 29 лет, 23,7 % — от 30 до 44, 18,5 % — от 45 до 59 лет, 17,6 % старше 60. На 2012 год в коммуне числилось 5639 облагаемых налогом домохозяйств, в которых проживало 11 762 человека, из них 43,3 % хозяйств состояли из одного человека (20,2 % мужчины, 23,2 % женщины) и 54,4 % семейных хозяйств (из них 24,3 % с детьми).
Динамика населения согласно INSEE:
| 1793 | 1800 | 1821 | 1836 | 1846 | 1856 | 1861 | 1872 | 1881 | 1891 | 1901 | 1911 | 1921 |
| ---- | ---- | ---- | ---- | ---- | ---- | ---- | ---- | ---- | ---- | ---- | ---- | ---- |
| 669  | 806  | 887  | 1118 | 1095 | 1227 | 1316 | 1270 | 1465 | 1524 | 1432 | 1401 | 1313 |

| 1926 | 1931 | 1936 | 1946 | 1954 | 1962 | 1968 | 1975 | 1982 | 1990 | 1999 | 2006  | 2012  |
| ---- | ---- | ---- | ---- | ---- | ---- | ---- | ---- | ---- | ---- | ---- | ----- | ----- |
| 1548 | 1656 | 1732 | 2021 | 2253 | 2725 | 3872 | 6212 | 6795 | 7922 | 9140 | 11019 | 12099 |

| Население коммуны в XIX—XXI веках |
| --------------------------------- |
|                                   |

## Экономика
Средний декларируемый годовой доход в коммуне: 28 545,5 евро. Распределение населения по сферам занятости: 0,1% — сельскохозяйственные работники, 3,2 % — ремесленники, торговцы, руководители предприятий, 16,5 % — работники интеллектуальной сферы, 17,4 % — работники социальной сферы, 17,4 % — государственные служащие, 18,5 % — рабочие, 20,9 % — пенсионеры и 6,0 % — лица без определённой профессиональной деятельности. В 2012 году из 8329 человек трудоспособного возраста (от 15 до 64 лет) 6600 были экономически активными, 1729 — неактивными (показатель активности 79,2 %, в 2007 году — 78,6 %). Из 6600 активных трудоспособных жителей работали 5809 человек (2961 мужчины и 2848 женщины), 791 числились безработными (423 мужчины и 368 женщин). Среди 1732 трудоспособных неактивных граждан 725 были учениками либо студентами, 325 — пенсионерами, а ещё 682 — были неактивны в силу других причин. В коммуне проживает 5849 человек старше 15 лет, имеющих работу, причём только 29,7 % из них работает в коммуне, а 50,8% населения работает за пределами Франции.

## Политика
| Выборы | Основные 3 кандидата |                | Партия | Первый тур | Первый тур     | Второй тур | Второй тур |
| Выборы | Основные 3 кандидата | Кол-во голосов | Партия | % голосов  | Кол-во голосов | % голосов  |            |
| ------ | -------------------- | -------------- | ------ | ---------- | -------------- | ---------- | ---------- |
| 2002   | Жак Ширак            |                | ОПР    | 709        | 20,37          | 3449       | 86,46      |
| 2002   | Жан-Мари Ле Пен      |                | НФ     | 568        | 16,32          | 540        | 13,54      |
| 2002   | Лионель Жоспен       |                | СП     | 479        | 13,76          | -          | -          |
| 2007   | Николя Саркози       |                | СНД    | 1826       | 37,27          | 2860       | 59,36      |
| 2007   | Сеголен Руаяль       |                | СП     | 1099       | 22,43          | 1958       | 40,64      |
| 2007   | Франсуа Байру        |                | ДД     | 1119       | 22,84          | -          | -          |
| 2012   | Николя Саркози       |                | СНД    | 1629       | 32,99          | 2765       | 57,65      |
| 2012   | Франсуа Олланд       |                | СП     | 1126       | 22,80          | 2031       | 42,35      |
| 2012   | Марин Ле Пен         |                | НФ     | 627        | 12,70          | -          | -          |